# Jugoslávská ženská volejbalová reprezentace
Jugoslávská volejbalová reprezentace žen reprezentuje Jugoslávii na mezinárodních volejbalových akcích, jako je mistrovství světa nebo mistrovství Evropy.

## Mistrovství světa
| Rok/pořádající země   | Účast                           |
| --------------------- | ------------------------------- |
| MS 1952 Sovětský svaz | Bez účasti                      |
| MS 1956 Francie       | Bez účasti                      |
| MS 1960 Brazílie      | Bez účasti                      |
| MS 1962 Sovětský svaz | Bez účasti                      |
| MS 1967 Japonsko      | Bez účasti                      |
| MS 1970 Bulharsko     | Bez účasti                      |
| MS 1974 Mexiko        | Bez účasti                      |
| MS 1978 Sovětský svaz | 16. místo                       |
| MS 1982 Peru          | Bez účasti                      |
| MS 1986 ČSSR          | Bez účasti                      |
| MS 1990 Čína          | Bez účasti                      |
| MS 1994 Brazílie      | Bez účasti                      |
| MS 1998 Japonsko      | Bez účasti                      |
| MS 2002 Německo       | Bez účasti                      |
| Celkem                | Účast – 1× · – 0× · – 0× · – 0× |

## Mistrovství Evropy
| Rok/pořádající země | Účast                            |
| ------------------- | -------------------------------- |
| ME 1949 ČSR         | Bez účasti                       |
| ME 1950 Bulharsko   | Bez účasti                       |
| ME 1951 Francie     | Bronzová medaile                 |
| ME 1955 Rumunsko    | Bez účasti                       |
| ME 1958 ČSR         | 7. místo                         |
| ME 1963 Rumunsko    | 8. místo                         |
| ME 1967 Turecko     | Bez účasti                       |
| ME 1971 Itálie      | 14. místo                        |
| ME 1975 Jugoslávie  | 8. místo                         |
| ME 1977 Finsko      | 9. místo                         |
| ME 1979 Francie     | 10. místo                        |
| ME 1981 Bulharsko   | 11. místo                        |
| ME 1983 NDR Německo | Bez účasti                       |
| ME 1985 Nizozemsko  | Bez účasti                       |
| ME 1987 Bulharsko   | Bez účasti                       |
| ME 1989 Německo     | 8. místo                         |
| ME 1991 Itálie      | 9. místo                         |
| ME 1993 Česko       | Bez účasti                       |
| ME 1995 Nizozemsko  | Bez účasti                       |
| ME 1997 Česko       | Bez účasti                       |
| ME 1999 Itálie      | Bez účasti                       |
| ME 2001 Bulharsko   | Bez účasti                       |
| ME 2003 Turecko     | 9. místo                         |
| Celkem              | Účast – 11× · – 0× · – 0× · – 1× |

## Olympijské hry
| Rok/pořádající země  | Účast                           |
| -------------------- | ------------------------------- |
| LOH 1964 Tokio       | Bez účasti                      |
| LOH 1968 Mexico City | Bez účasti                      |
| LOH 1972 Mnichov     | Bez účasti                      |
| LOH 1976 Montreal    | Bez účasti                      |
| LOH 1980 Moskva      | Bez účasti                      |
| LOH 1984 Los Angeles | Bez účasti                      |
| LOH 1988 Soul        | Bez účasti                      |
| LOH 1992 Barcelona   | Bez účasti                      |
| LOH 1996 Atlanta     | Bez účasti                      |
| LOH 2000 Sydney      | Bez účasti                      |
| Celkem               | Účast – 0× · – 0× · – 0× · – 0× |